# Kurt Liander

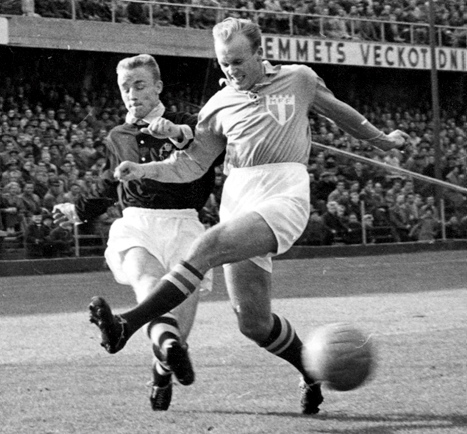
Liander (l.) im Zweikampf mit Prawitz Öberg von Malmö FF

Kurt Liander (* 28. Januar 1932 in Stockholm; † 10. März 2020) war ein schwedischer Fußballspieler und -trainer. Er hat fünf Länderspiele für Schweden bestritten.

## Werdegang
Liander begann mit dem Fußballspielen bei Lunda SK. 1948 ging er für eine Spielzeit zu Rosendals IF, ehe er 1949 zu AIK wechselte. 1951 wurde er mit der Jugendmannschaft schwedischer Meister und kam zu seinem ersten Einsatz in der ersten Mannschaft bei einem Pokalspiel gegen Åtvidabergs FF. Trainer George Raynor setzte ihn in der Folge beim damaligen Zweitligisten auch vereinzelt in Ligaspielen ein. Nachdem am Ende der Saison der Aufstieg in die Allsvenskan stand, konnte er am 8. August 1952 beim Heimspiel gegen Djurgårdens IF im Råsundastadion sein Debüt in der ersten Liga feiern. Es dauerte jedoch bis 1954, ehe er sich in der Mannschaft etablieren konnte. Nach dem Wechsel Kurt Hamrins nach Italien erfolgte beim AIK der Einbruch. Nach der Verpflichtung von Lennart Backman und Bengt Karlsson nach Ende der Spielzeit 1957/58 wollte Liander seine Erstligakarriere beenden und in die Reservemannschaft wechseln. In der Spielzeit 1959 wurde er jedoch nochmal als Ergänzungsspieler reaktiviert und kam am 22. April 1959 zu seinem 96. und letzten Erstligaspiel für den Klub aus Solna.
Liander ließ seine Karriere unterklassig ausklingen. Seine erste Station war 1960 der viertklassige Klub Råsunda IS, mit dem er den Staffelsieg in der Division 4 Stockholm Norra und damit den Aufstieg in die dritte Liga schaffte. Dennoch verließ er den Verein, um beim Zweitligisten IFK Stockholm anzuheuern. Mit dem Klub spielte er im Mittelfeld der Liga, 1966 gelang hinter Hammarby IF die Vizemeisterschaft. 1967 übernahm er den Klub als Spielertrainer. nach zwei Jahren im Abstiegskampf wechselte er als Spielertrainer zu BK Vargarna. 1970 gelang ihm mit dem Viertligisten der Aufstieg in die dritte Liga. Nach der Spielzeit 1971 beendete er seine aktive Laufbahn und arbeitete noch ein Jahr als Trainer beim Klub. 
1975 kehrte er als Assistenztrainer von Keith Spurgeon zu AIK zurück. Im Laufe der Spielzeit übernahm er zusammen mit Jim Nildén den Trainerposten. 1976 wurde er Trainer bei Täby IS, wo er bis 1978 tätig war. Es folgten Aufgaben bei Spårvägens GoIF, den Nachwuchs- und Reservemannschaften von AIK und erneut eine Stippvisite bei Täby IS. 
Bis zu seiner Pensionierung 1996 war er hauptberuflich Sportlehrer.